# Алиев, Паша Магеррам оглы
Паша Магеррам оглы Алиев (азерб. Paşa Əliyev; 24 октября 1972) — советский и азербайджанский футболист, нападающий и полузащитник.

## Биография
Во взрослом футболе дебютировал в 1990 году в составе клуба «Гянджлик» (Баку) во второй низшей лиге СССР. Пропустив полтора сезона, осенью 1992 года оказался в клубе «Чайка» (Севастополь) и провёл 3 матча во второй лиге Украины.
С 1993 года играл на родине за клуб «Хазри Бузовна» (Баку), в его составе становился серебряным (1995/96) и бронзовым (1996/97) призёром чемпионата Азербайджана, финалистом (1996/97) и двукратным полуфиналистом (1994/95, 1995/96) Кубка Азербайджана. Сезон 1997/98 провёл в составе бакинского «Нефтчи», однако команда выступила не слишком удачно и футболист по окончании сезона ушёл из клуба и в следующем сезоне не играл в высшей лиге.
С 1999 года играл за «Динамо-Бакылы»/«Динамо» (Баку), где провёл два с половиной сезона. В сезоне 2000/01 забил 13 голов в 17 матчах и стал лучшим бомбардиром чемпионата.
В ходе сезона 2001/02 перешёл в иранский клуб «Абумослем» (Мешхед). С 2003 года снова выступал за клубы высшей лиги Азербайджана, сменив 7 клубов за 4 сезона, но нигде не оставался больше полугода. В сезоне 2003/04 с «Карабахом» и в сезоне 2004/05 с «Хазаром-Ленкорань» становился серебряным призёром чемпионата. В сезоне 2005/06 в составе «Баку» стал чемпионом страны, но сыграл только 3 матча. В составе «Шамкира» в 2004 году сыграл один матч в еврокубках. Последним клубом игрока стал «Бакылы» в сезоне 2008/09.
Всего за карьеру в высшей лиге Азербайджана забил 82 гола.